# Гадюка Лотиева
Гадю́ка Ло́тиева (лат. Vipera lotievi) — вид ядовитых змей рода настоящих гадюк семейства гадюковых. Эндемик Северного Кавказа, обитающий в горных степях на территории России, Грузии и Азербайджана. Питается мелкими грызунами, ящерицами и прямокрылыми насекомыми. Назван в честь российского герпетолога К. Ю. Лотиева.

## Описание
Змея средних размеров, длина тела с хвостом достигает 50 см. Голова крупная, с хорошо выраженным шейным перехватом, сверху плоская или немного выпуклая. Брюшных щитков 138—144, подхвостовых 23—27 пар у самок и 33—38 пар у самцов. Вокруг середины туловища 19—21 ряд чешуй. Туловище светло-серое, серо-коричневое или серовато-зелёное с тёмной зигзагообразной полосой или светло-бронзовая с широкой, иногда еле заметной полосой.
От степной гадюки отличается более широким туловищем, более закруглёнными краями морды и белым брюхом и светлыми верхнегубными щитками, швы между которыми не окрашены в чёрный.

## Распространение
Кавказский эндемик, распространённый в горных степях и ореоксерофитных ландшафтах Северного Кавказа на территории Карачаево-Черкессии, Кабардино-Балкарии, Северной Осетии, Чечни, Ингушетии, Дагестана, а также в прилегающих районах Грузии (Ахметский и Казбегский муниципалитеты, возможно в Лагодехи и верховьях Терека) и в Губинском районе Азербайджана. Изолированная популяция обитает на западе Краснодарского края.

## Образ жизни
Горно-степной вид, распространённый на высоте 1200—1800 м над уровнем моря. Населяет семиаридные склоны гор с ореоксерофитной растительностью восточносредиземноморского типа и горные котловины. Чаще всего встречается в каменистых россыпях, поросших лишайниками и редкими кустарниками, в колониях полёвок, развалинах старых построек и заброшенных кладбищах. В Азербайджане обитает на склонах с ксерофитизированными субальпийскими лугами и скальными выходами. На верхних пределах высотного распределения достигает субальпийских лугов, где предпочитает сообщества овсяницы пёстрой (Festuca varia). В местах пересечения ареала с более влаголюбивой гадюкой Динника занимает семиаридные понижения и сухие сосновые леса.
Питается мелкими грызунами, ящерицами (дагестанской, кавказской, грузинской), прямокрылыми. Особенности размножения не исследовались.

## Природоохранный статус
Международный союз охраны природы отнёс вид к категории «близких к уязвимому положению». Занесён в Красные книги Краснодарского края, Чеченской, Кабардино-Балкарской и Карачаево-Черкесской республик и Дагестана. Охраняется в Кавказском, Кабардино-Балкарском, Северо-Осетинском заповедниках, заповеднике Эрзи, национальных парках Тебердинский, Приэльбрусье и Алания.